# Elpin
Elpin ou Yelpin (en arménien Ելփին) est une communauté rurale du marz de Vayots Dzor, en Arménie. Elle compte 1 394 habitants en 2008.